# حسين الإمام
حسين حسن الإمام (8 فبراير 1951 - 17 مايو 2014)، ملحن وموزع وكاتب أغاني وكاتب سيناريو ومنتج وممثل ومقدم برامج ومغني مصري. هو ابن المخرج المخضرم حسن الإمام وشقيق الموسيقار الرائع مودي الإمام. ومن الممكن ان يكون اكبر الأدلة على ان الفنان حسين الامام لديه مسيرة طويلة في مجال التمثيل و الإخراج هو مشاركته في أكثر من 30 فيلم سينمائي وأكثر من 10 مسلسلات تلفزيونية.

## بداية حياته
وُلِد حسين حسن الإمام في حي الزمالك بمدينة القاهرة في 8 فبراير 1951. نشأ في أسرة فنية فوالده هو المخرج السينمائي حسن الإمام. وله شقيقان هما الفنان مودي الإمام والصحفية زينب الإمام بجريدة الأهرام. تخرج من كلية الفنون الجميلة قسم ديكور عام 1974 م.

## حياته الفنية
قدّم مع شقيقه مودي الإمام العديد من الألحان والألبومات الغنائية، وكون معه ثنائي غنائي وموسيقي حتى وصلت أعمالهم إلى خمسة ألبومات غنائية، وتلحين موسيقى أفلام: كابوريا واستاكوزا وغيرها من الأفلام.
اقتصر نشاطه في الفترة الأخيرة في وضع ألحان لمسرحيات. ووضع ألحانا بلون جديد لبعض المسرحيات، مثل: باللو وألاباندا ولما بابا ينام على مسرح الدولة.
ابتعد في الفترة الأخيرة عن النمط التجاري في وضع الألحان للأفلام، وعمل بعض الألحان من تأليفه وبحريته، نظراً لامتلاكه استوديو خاص به.
صرح حسين الإمام أن كثيراً من أعماله تسرق، وأقربها الأغنية التي يؤديها المطرب ريكو وميكا بفيلم الساحر. وهي أشبه بأغنيته «كذلك في الزمالك». فقرر عدم الإفصاح عن تفاصيل خاصة بالأعمال السينيمائية، بعد ملاحظته سرقة أعماله وأفكاره، واتجه مؤخرا إلى الكتابة والقصص من خلال تقديم مجموعة من الأفكار للكاتب والمؤلف محمد ناصر.

## وفاته
تُوفِّيَ عن عمر يناهز 63 عامًا بمنزله بالريف الأوروبي على إثر أزمة قلبية مفاجئة وحادة للغاية قبل وصول سيارة الإسعاف

## حياته الخاصة
متزوج من الممثلة سحر رامي. لديه ولدين، هما: يوسف، وسالم.[بحاجة لمصدر]

## أعماله

### المشاركة بالأفلام
- 1973: السلم الخلفي
- 1973: السكرية
- 1974: بمبة كشر
- 1975: وانتهى الحب
- 1975: بديعة مصابني
- 1977: دعاء المظلومين
- 1977: التلاقي
- 1978: سلطانة الطرب
- 1978: حب فوق البركان
- 1978: الجنة تحت قدميها
- 1979: ابن مين في المجتمع
- 1980: لا تظلموا النساء
- 1981: أنياب
- 1982: السلخانة
- 1985: عسل الحب المر
- 1985: المطارد
- 1985: الثعابين
- 1986: الفريسة
- 1986: التوت والنبوت
- 1990: كابوريا
- 1991: القاهرة منورة بأهلها
- 1992: حكايات الغريب
- 1992: آيس كريم في جليم[5]
- 1994: مغلف بالشيكولاتة
- 1995: كراملة
- 1995: صمت الخرفان
- 1996: يا دنيا يا غرامي
- 1996: استاكوزا
- 1998: بيتزا بيتزا
- 1999: المهمة
- 1999: الكافير
- 1999: أشيك واد في روكسي
- 2000: الوردة الحمراء
- 2000: النمس
- 2001: ابن عز
- 2002: كذلك في الزمالك
- 2008: لحظات أنوثة
- 2009: واحد صفر
- 2009: إحكي يا شهرزاد
- 2013: سمير أبو النيل

### المشاركة بالمسلسلات
- 1983: صاحب الجلالة الحب
- 1984: في قافلة الزمان
- 1987: الباقي من الزمن ساعة
- 1989: لؤلؤ وأصداف
- 1989: طارق من السماء
- 1997: الشارع الجديد
- 1998: هوانم جاردن سيتي (ج2)
- 2000: سلمى يا سلامة
- 2001: للعدالة وجوه كثيرة
- 2001: رحيق الفوارس
- 2005: الكلام المباح
- 2006: الشيطان لا يعرف الحب
- 2006: أسلحة دمار شامل
- 2006: أحزان مريم
- 2007: سعيد تعيس جدا جدا
- 2007: تعيش وتاخد غيرها
- 2008: نفق الشيطان
- 2008: عاليها واطيها
- 2009: كلام نسوان
- 2009: 6 ميدان التحرير
- 2010: مذكرات سيئة السمعة
- 2010: امرأة في ورطة
- 2010: الجماعة (ج1)
- 2011: جوز ماما (ج2)
- 2011: الكبير أوي (ج2)
- 2012: ويأتي النهار
- 2012: كلنا جيران (سلسلة مغربية)
- 2012: ربيع الغضب
- 2012: الخفافيش
- 2013: آدم وجميلة
- 2013: مزاج الخير
- 2014: إمبراطورية مين
- 2014: كلام على ورق

### المشاركة بالمسرحيات
- 1995: باللو

### تقديم البرامج
اكتشفه المخرج طارق الكاشف، خاصة أنه يعلم أنه يجيد ثلاث لغات، بالإضافة إلى الثقافة والمعرفة الواسعة. ثم قدمه طارق نور، صاحب شركة الدعاية والإعلان والإنتاج، تقديماً ناجحاً وقدم حسين الإمام البرامج التالية:
- 1998: شارك بتقديم برنامج القاهرة اليوم الذي بث على قناة اليوم بفقرة المطبخ.
- 2001: حسين على الهوا
- 2003: حسين في الاستوديو
- 2004: حسين على الناصية
- 2008: عفاريت حسين الإمام
- 2011: ما تيجي أقولك

### الألحان والموسيقى التصويرية

#### الموسيقى التصويرية للأفلام
- 1976: الكروان له شفايف
- 1977: دعاء المظلومين
- 1978: حساب السنين
- 1978: شقة وعروسة يا رب
- 1978: بدون زواج أفضل
- 1978: القضية المشهورة
- 1978: الجنة تحت قدميها
- 1979: ابن مين في المجتمع
- 1980: أين تخبئون الشمس
- 1981: لحظة ضعف
- 1981: أنياب
- 1985: عسل الحب المر
- 1986: بكرة أحلى من النهاردة
- 1986: الفريسة
- 1987: ثمن الغربة
- 1987: الملعوب
- 1990: كابوريا
- 1992: عيون الصقر
- 1992: امرأة آيلة للسقوط
- 1992: آيس كريم في جليم
- 1992: الشجعان
- 1992: الزمن الصعب
- 1993: ديسكو ديسكو
- 1995: وداعا للعزوبية
- 1995: قليل من الحب كثير من العنف
- 1995: عتبة الستات
- 1995: صمت الخرفان
- 1995: المراكبي
- 1996: ميت فل
- 1996: الغاضبون
- 1996: التحويلة
- 1996: استاكوزا
- 1996: أبو الدهب
- 1998: بيتزا بيتزا
- 1999: المهمة
- 1999: أشيك واد في روكسي
- 2000: الوردة الحمراء
- 2001: اتفرج يا سلام
- 2002: كذلك في الزمالك
- 2002: اللمبي

#### الموسيقى التصويرية للمسلسلات
- 1988: البعد الرابع
- 1991: الطاووس
- 1994: الدنيا حظوظ: لا للزوجات
- 1996: أحلام فستق
- 1998: القلب يخطئ أحيانا

#### الموسيقى التصويرية للمسرحيات
- 1995: باللو
- 1998: ألابندا
- 2002: لما بابا ينام

#### الموسيقى التصويرية للرسوم المتحركة
- 1976: ماجد لعبة خشبية

#### الموسيقى التصويرية للفوازير
- 1999: العيال اتجننت

#### تلحين الأغاني
- جنني طول البعاد. لمحمد منير
- العالي عالي يا بابا

### الإخراج
أخرج بعض أغاني محمد منير.

## وصلات خارجية
- حسين الإمام على موقع IMDb (الإنجليزية)
- حسين الإمام على موقع الدهليز
- حسين الإمام على موقع قاعدة بيانات الأفلام العربية
- حسين الإمام على موقع قاعدة بيانات الفيلم (الإنجليزية)